# Adaptação de impedâncias
Qualquer equipamento ou dispositivo electrónico é constituído por um conjunto de módulos, cada qual com a sua função, dependentes uns dos outros, e que, no seu conjunto, desempenham uma determinada função.
Um simples amplificador pode ser (e é-o normalmente), constituído por vários andares (ou estágios) de amplificação.
Para que a potência transferida entre um estágio e o seguinte seja máxima, deve verificar-se a situação em que a impedância de saída de um andar seja igual à impedância de entrada do seguinte.
Demonstra-se matematicamente esta situação, por meio do Teorema da Máxima Transferência de Potência.

## Em outros campos da física
O conceito de casamento de impedâncias foi originalmente desenvolvido para a potência elétrica, mas pode ser aplicado a qualquer outro campo onde uma forma de energia (não só elétrica) é transferida entre uma fonte e uma carga.

### Acústica
O problema do casamento de impedâncias acontece onde há transferência da energia do som de um meio a outro. Se a impedância acústica de dois meios é muito diferente, então a maior parte da energia do som será refletida ou absorvida, mais do que transferida.
O descasamento de impedâncias explica o funcionamento de muitos instrumentos musicais, porque, devido à reflexão da energia sonora que chega na fronteira dos meios, uma onda estacionária é formada. Assim, quando uma corda de um violão é tocada, parte da energia sonora é refletida quando alcança as duas fronteiras entre a corda de nylon e o corpo de madeira do violão, levando à produção de uma onda estacionária com a frequência de uma nota musical. O mesmo ocorre com instrumentos de sopro, por exemplo a flauta.
O formato de sino ou cônico (por exemplo, no megafone, na corneta ou nos alto-falantes) funciona como um casador das impedâncias entre diferente meios.